# Михайловский (Ярославская область)
Михайловский — посёлок в Ярославском районе Ярославской области России. Расположен на правом берегу реки Волга, в 4 км от северной границы города Ярославль — бывшего села Норское. Поблизости расположены санаторий «Красный Холм» (бывшая усадьба Пастухова) и памятники археологии: Михайловские курганы и Попадьинское селище.
В XVIII и XIX веках село Михайловское Норской волости (получившее статус посёлка в 1929 году) принадлежало небогатым дворянским родам. На момент отмены крепостного права (1861) числилось за поручиком Петром Васильевичем Толбухиным. В начале XX века на холме над рекой Пекша был построен усадебный «белый дом» для нового владельца этих земель — уездного предводителя дворянства Юрия Васильевича Горяинова.
В рамках организации местного самоуправления является административным центром Некрасовского сельского поселения; в рамках административно-территориального устройства включается в Некрасовский сельский округ в качестве его центра. 
Работающее в округе ГУП ОПХ «Григорьевское» является ведущим кластером сельскохозяйственной деятельности Ярославской области. Многие жители посёлка трудятся в близлежащем Ярославле.

## Население
| 2007 | 2008  | 2010  |
| ---- | ----- | ----- |
| 2161 | ↘2144 | ↘1947 |

## Инфраструктура
Амбулатория (филиал Ярославской центральной районной больницы).